# ポール・マッカートニー・ライブ・ハイライツ!!
『ポール・マッカートニー・ライヴ・ハイライツ!!』（Tripping the Live Fantastic: Highlights!）は、1990年に発表されたポール・マッカートニーのライブ・アルバム。

## 解説
2枚組でリリースされていた『ポール・マッカートニー・ライヴ!!』(Tripping the Live Fantastic)のダイジェスト版で、ビートルズ・ナンバーを中心にしたセレクトになっているほか、新たに「オール・マイ・トライアルズ」が追加されている（アメリカ版CDでは「Put It There」に差し替えられ、LPのみに収録）。
全米141位を記録。

## 収録曲
1. ゴット・トゥー・ゲット・ユー・イントゥー・マイ・ライフ - Got To Get You Into My Life
2. バースデイ  - Birthday
3. 幸せなる結婚 - We Got Married
4. ロング・アンド・ワインディング・ロード - The Long and Winding Road
5. サージェント・ペパーズ・ロンリー・ハーツ・クラブ・バンド - Sgt. Pepper's Lonely Hearts Club Band
6. キャント・バイ・ミー・ラヴ - Can't Buy Me Love
7. オール・マイ・トライアルズ - All My Trials
8. 今日の誓い - Things We Said Today
9. エリナー・リグビー  - Eleanor Rigby
10. マイ・ブレイヴ・フェイス  - My Brave Face
11. バック・イン・ザ・U.S.S.R. - Back in the U.S.S.R.
12. アイ・ソー・ハー・スタンディング・ゼア - I Saw Her Standing There
13. カミング・アップ  - Coming Up
14. レット・イット・ビー  - Let It Be
15. ヘイ・ジュード - Hey Jude
16. イエスタデイ - Yesterday
17. ゲット・バック - Get Back
18. ゴールデン・スランバー/キャリー・ザット・ウェイト/ジ・エンド - Golden Slumbers/Carry That Weight/The End